# Pfarrkirche Mannersdorf an der Rabnitz

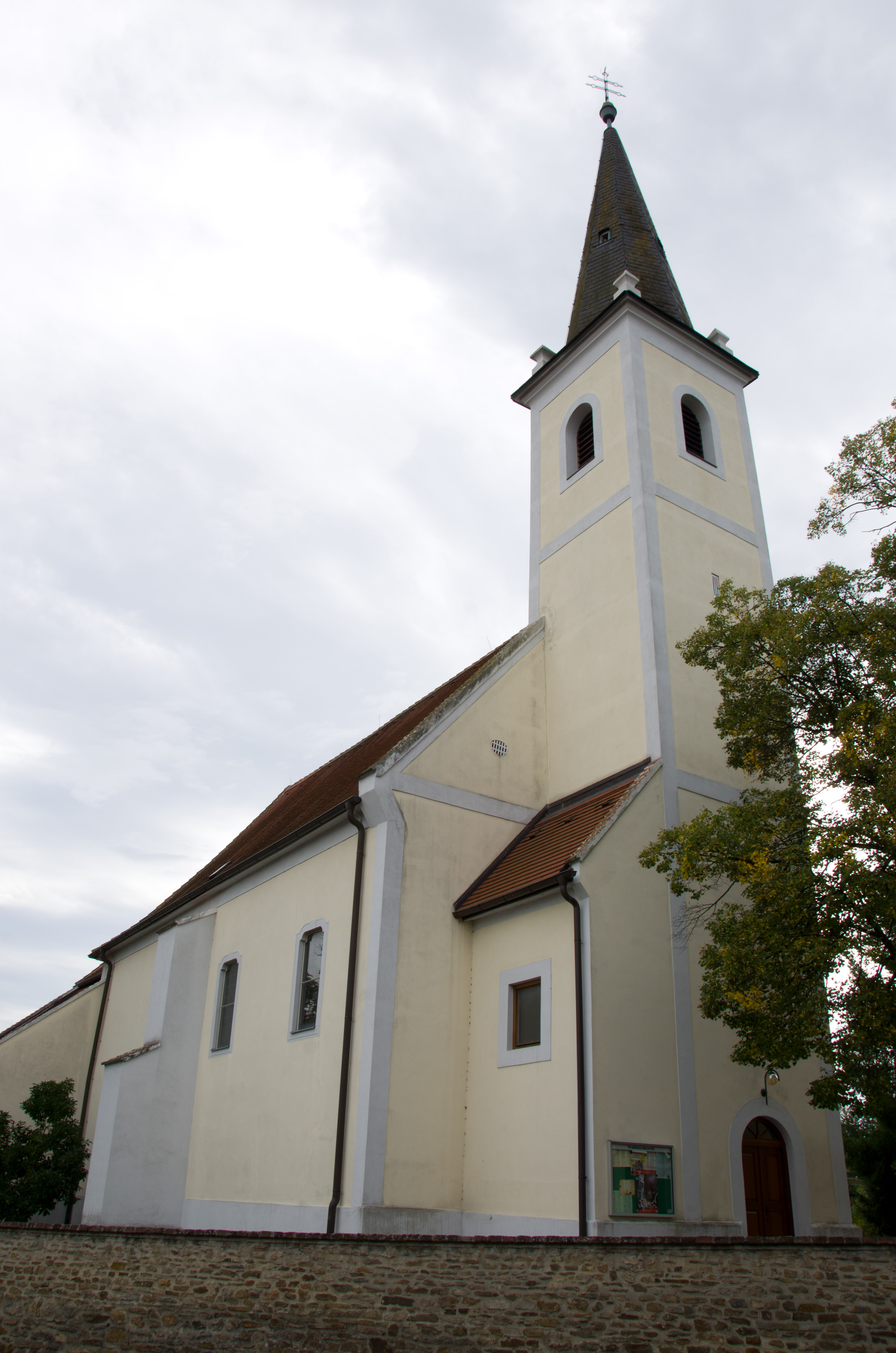
Katholische Pfarrkirche Hl. Dreifaltigkeit in Mannersdorf an der Rabnitz

Die römisch-katholische Pfarrkirche Mannersdorf an der Rabnitz steht in der Gemeinde Mannersdorf an der Rabnitz im Bezirk Oberpullendorf im Burgenland. Sie ist der Heiligen Dreifaltigkeit geweiht und gehört zum Dekanat Oberpullendorf in der Diözese Eisenstadt. Das Bauwerk steht unter Denkmalschutz (Listeneintrag).

## Lagebeschreibung
Die Kirche steht in der Ortsmitte und wird von einer Wehrmauer umgeben.

## Geschichte
Die Pfarre wird 1239 erstmals urkundlich erwähnt. Der Chor stammt aus der ersten Hälfte des 14. Jahrhunderts, das Kirchenschiff wurde 1748 neu errichtet. In den Jahren 1966 und 1967 wurde die Kirche renoviert.

## Kirchenbau
Kirchenäußeres
Das barocke Kirchenschiff wird durch dreieckige Strebepfeiler gegliedert. Der vorgebaute Kirchturm hat einen steinernen Pyramidenhelm. Der gotische Chor ist gegenüber dem Langschiff etwas niedriger und eingezogen. Er endet im 5/8-Schluss. An der Südseite sind erneuerte Maßwerkfenster.
Kircheninneres
Das Langhaus der Kirche ist vierjochig. Darüber ist schmales Querplatzlgewölbe zwischen breiten Gurtbögen, die auf Pilastern lagern. Die dreiachsige Empore ist platzlunterwölbt. Der Triumphbogen ist rundbogig. Über dem Chor ist ein gedrücktes Rippengewölbe. Die Rippen sind gekehlt, der Schlussstein ist kleeblattförmig. Die Rippen enden in zwei Konsolen mit ornamentalem Schmuck und vier Konsolen mit figuralem Schmuck. Drei stellen einen menschlichen Kopf dar und eine einen Hundekopf. Die Session ist dreiteilig und weist erneuertes Maßwerk auf. Die Sakramentsnische ist quadratisch.
In den Apsisschrägen sind gotische Fragmente von Wandmalereien aus der Mitte des 14. Jahrhunderts und aus dem 15. Jahrhundert. Sie wurden 1965 restauriert.

## Ausstattung

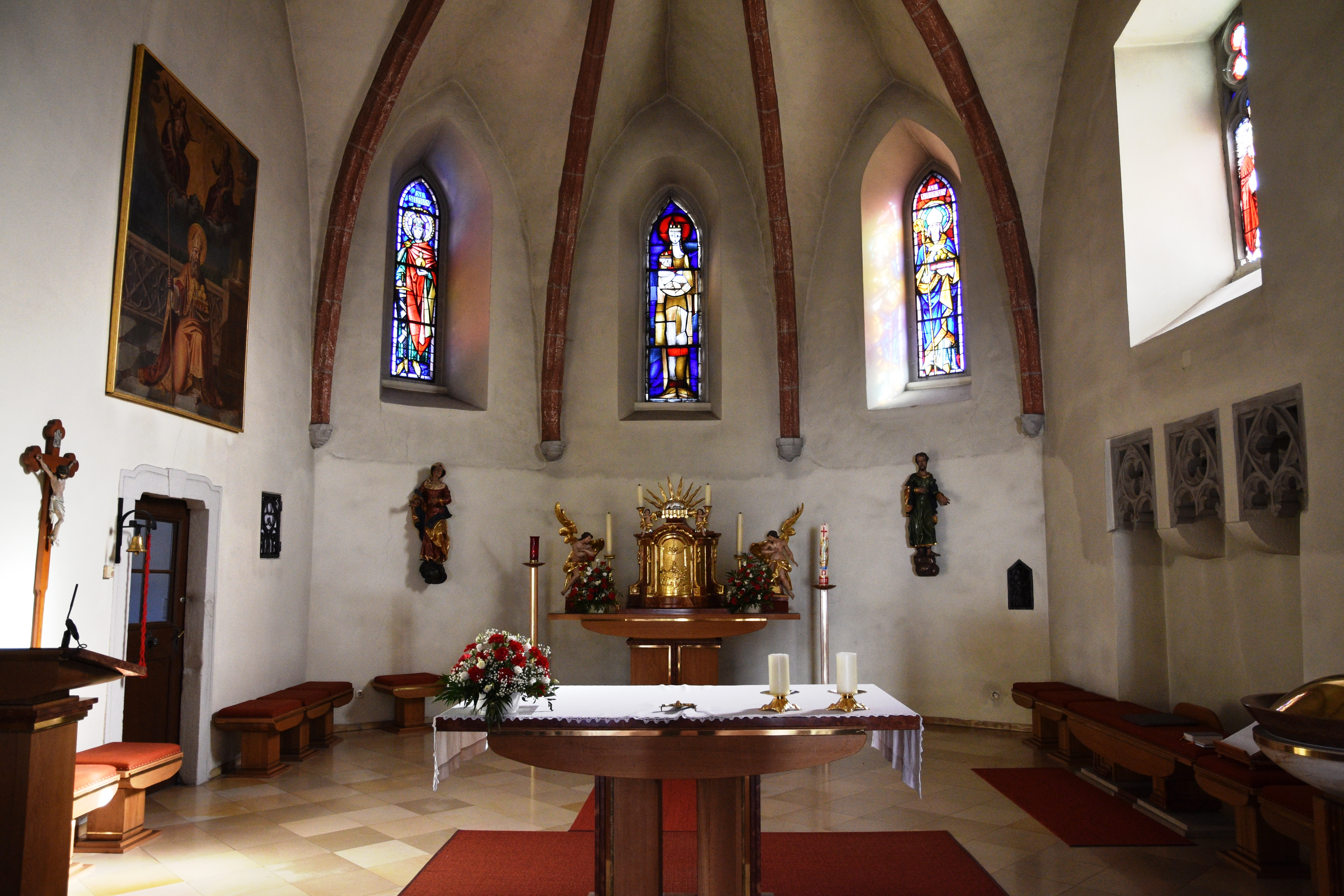
Altarraum der Pfarrkirche

Der linke Seitenaltar ist ein flacher Wandaltar mit Volutenrahmen. Das Bild aus der zweiten Hälfte des 18. Jahrhunderts zeigt den heiligen Johannes Nepomuk. Am Triumphbogen ist ein großes Kruzifix aus dem 18. Jahrhundert. Es wurde 1968 restauriert. Die derben Schnitzfiguren der Maria Immaculata und des heiligen Josef stammen aus der zweiten Hälfte des 18. Jahrhunderts. Sie wurden 1966 restauriert. Die Mariensäule an der rechten Wand des Kirchenschiffes stammt aus der zweiten Hälfte des 17. Jahrhunderts. Es handelt sich dabei um eine Säulenmadonna in guter alter Fassung. Sie wurde 1966 restauriert. Im alten Friedhof neben der Kirche steht ein alter Rokoko-Grabstein.

## Orgel
Die Orgel aus 1972 mit 11 Registern wurde von Gregor Hradetzky in Krems an der Donau gebaut.

## Glocke
Die Glocke wurde 1760 von Christof Packendorff in Neustadt gegossen.